# 2010 em Portugal
Lista dos principais acontecimentos no ano de 2010 em Portugal:

## Janeiro
- Entraram em domínio público em Portugal as obras de: Sigmund Freud[1], Alberto de Oliveira, William Butler Yeats, José Petitinga e Harvey Spencer Lewis.[2]
- 8 de janeiro - Parlamento de Portugal aprova lei que permite o casamento entre pessoas do mesmo sexo.
- 15 de janeiro - O eclipse solar anular com a maior duração na fase anular no século XXI, com 11 minutos e 8 segundos.

## Maio
- 12, 13 e 14 de Maio - Visita do Papa Bento XVI a Portugal (Lisboa, Fátima e Porto).
- 21, 22, 27, 28 e 29 de Maio - Realização do Rock in Rio Lisboa 2010.

## Junho
- Lançamento do Office 2010, da Microsoft.

## Julho
- 13 de julho - Fim do suporte alargado do Windows 2000, da Microsoft.

## Agosto
- Inauguração da expansão da Linha A (Estádio do Dragão - Venda Nova B/Cabanas), do Metro do Porto.

## Outubro
- 5 de outubro - Reabertura do Terreiro do Paço, em Lisboa, como parte das comemorações do primeiro centenário da implementação da República Portuguesa.

## Novembro
- 18 de novembro
  - Harry Potter e os Talismãs da Morte: Parte 1 estreia nos cinemas.

## Dezembro
- 21 de dezembro
  - Eclipse lunar total.
  - Inauguração da extensão da Linha Vermelha do Metro de Lisboa, que liga a Estação do Oriente ao Aeroporto de Lisboa.